# Odontosyllis luminosa
Odontosyllis luminosa är en ringmaskart som beskrevs av San Martin 1990. Odontosyllis luminosa ingår i släktet Odontosyllis och familjen Syllidae. Inga underarter finns listade i Catalogue of Life.